# گروه‌های ویژه (عراق)
گروه‌های ویژه (عراق) (به انگلیسی: Special Groups(Iraq))، یا مجامیع خاصه (به عربی: المجموعات الخاصة) نامی است که ارتش آمریکا بر گروه‌های شبه نظامی درون عراق که از ایران پشتیبانی می‌شود نهاده است. طبق گفتهٔ مسؤلان آمریکایی این گروه‌های توسط سپاه قدس پشتیبانی مالی، آموزش و مسلح سازی می‌شوند و این گروه‌ها جزئی از سپاه پاسداران انقلاب اسلامی است.
به گفتهٔ ژنرال کوین جی برگنر، گروه‌های ویژه ۰۰۰ ۷۵ و ۳٬۰۰۰٬۰۰۰ دلار ماهیانه از سپاه قدس حقوق دریافت می‌کنند.
این گروه‌ها از ارتش مهدی مقتدی صدر جدا بوده ولی با آن متحد می‌باشند. تفاوت بین این گروه‌ها و ارتش مهدی زمانی برجسته شد که مقتدی صدر در اوت ۲۰۰۷ به نیروهای خود که در کربلا با نیروهای امنیتی عراق درگیر بودند آتش‌بس داد ولی گروه‌های ویژه دیگر به جنگ ادامه دادند. در سال ۲۰۰۸ ارتش مهدی منحل شد و تیپ‌های روز موعود مابازاء آن اعلام موجودیت کرد. در جنگ بهار ۲۰۰۸ بزرگترین گروهی که موجودیت پیدا کرد گروه عصائب اهل الحق بود که به آن شبکه خزعلی هم گفته می‌شود. بر اساس نوشته روزنامه گاردین در مارس ۲۰۱۴ عصائب اهل الحق توسط ایران کنترل شده و زیر نظر فرمانده نیروی قدس قاسم سلیمانی عمل می‌کند. گروه ویژه بزرگ دیگر کتائب حزب‌الله می‌باشد (یا گردان‌های حزب‌الله) که که از ارتش مهدی جدا شده و یکی از گروه‌های ویژه می‌باشد. گمان می‌شود که فرماندهان آنها شامل قیس خزعلی، لیس الخزعل، علی اللامی، ازهر الدلیمی، اکرم الکعبی، ابو مصطفی الشیبانی، ابومهدی المهندس و ابو درع می‌باشند.

## تاریخچه
بعد از انقلاب اسلامی، ایران دست به پشتیبانی از سازمان شبه نظامی شیعه در خاورمیانه زد. این گروه‌ها اکثراً به ایران نزدیک بودند، بطور خاص به سپاه پاسداران انقلاب، مانند حرکت پیشقراولان طلایه دار و شورای عالی انقلاب اسلامی عراق (SCIRI) در جریان جنگ ایران و عراق بسیاری از این گروه‌ها برای ایران می‌جنگیدند، با SCIRI تیپ بدر که توسط مقامات ایرانی رهبری می‌شد. بعد از پیروزی آمریکا بر صدام حسین، این گروه‌های شبه نظامی که توسط ایران رهبری می‌شدند به عراق برگشتند جایی که آنها استقلال خود را اعلام کردند و ایران به پشتیبانی از این گروه‌های شبه نظامی اسلامی شیعه ادامه داد.
در فوریه ۲۰۱۰ عصائب اهل الحق، یک پیمانکار آمریکا بنام عیسی تی سالومی که عراقی بود ولی تابعیت آمریکایی داشت را به گروگان گرفت. آنها یک نوار ویدئویی از او منتشر کردند که در آن وی خواسته آنها را می‌خواند، که شامل درخواست برای آزادی بسیاری از رهبران آنها بود که در آن زمان در زندان آمریکایی‌ها بودند. ژنرال ری اودیرنو، فرمانده ارتش آمریکا در عراق در ۲۱ ژوئیه ۲۰۱۰ گفت: ایران سه گروه افراطی شیعه را در عراق پشتیبانی می‌کند که دست به حمله به پایگاه‌های آمریکا در عراق می‌زنند. ایرانی‌ها برنامه‌های بسیار پیچیده‌ای را با گروه‌های افراطی کوچکتر اجرا می‌کنند و در حال حاضر بر روی سه گروه کتائب حزب‌الله، عصائب اهل الحق و تیپ‌های یوم الموعود متمرکز هستند.
در سال ۲۰۱۱ بر اساس گفته مقامات آمریکایی، تیپ یوم الموعود بزرگترین آنها بود که بیش از ۵۰۰۰ رزمنده داشت و بزرگترین تهدید امنیتی عراق به حساب می‌آمد. کتائب حزب‌الله گفته می‌شد که حدود ۱۰۰۰ رزمنده دارد و بیشتر پشتیبانی و کمک از طرف ایران به آنها می‌شود. عصائب اهل الحق گفته می‌شود که کمتر از ۱۰۰۰ رزمنده دارد و در سال ۲۰۱۱ بر اساس گزارش‌های ماهانه ۵ میلیون دلار از ایران دریافت می‌کرد. تیپ یوم الموعود گفته می‌شود که کمترین کمک مالی را در بین گروه‌های دیگر از ایران دریافت می‌کرد و در بین سه گروه مستقل تر بود.
از زمان شروع جنگ عراق با داعش، گروه‌های ویژه به نیروی حشد الشعبی پیوستند و با دولت اسلامی عراق و شام می‌جنگند.

## رهبران
| نام                       | گروه                                    | درجه                                                                        | وضعیت |
| ------------------------- | --------------------------------------- | --------------------------------------------------------------------------- | --- |
| مقتدی صدر                 | تیپ یوم الموعود                         | رهبر معنوی                                                                  | تا سال ۲۰۰۶ در ایران در ژانویه ۲۰۱۱ برگشت به عراق                                                          |
| قیس خزعلی                 | عصائب اهل الحق                          | رهبر                                                                        | در ۲۰ مارس ۲۰۰۷ در بصره دستگیر شد در ۵ ژانویه ۲۰۱۰ آزاد شد،                                                |
| لیث الخزعلی               | عصائب اهل الحق                          | جانشین رهبری                                                                | در ۲۰ مارس ۲۰۰۷ در بصره دستگیر شد و در ۹ ژوئن ۲۰۰۹ آزاد شد. ,                                              |
| اکرم الکعبی               | عصائب اهل الحق                          | رهبر عملیاتی                                                                | گسترده |
| ابو مصطفی شیبانی          | شبکه شیبانی                             | رهبر                                                                        | تا ۲۰۰۸ در تهران در سپتامبر ۲۰۱۰ برگشت به عراق                                                             |
| ابومهدی المهندس           | کتائب حزب‌الله نیروی قدس                 | مشاور عالی کتائب حزب‌الله و عضو نیروی قدس ایران                              | گسترده |
| ازهر الدلیمی              | عصائب اهل الحق                          | مبتکر حمله کربلا                                                            | در ۱۸ می ۲۰۰۸ توسط نیروهای آمریکایی در بغداد کشته شد.                                                      |
| علی موسی داقوق            | عصائب اهل الحق حزب‌الله                  | مشاور علی قیس خزعلی فرمانده عملیاتی حزب‌الله در عراق                         | در ۲۰ مارس۲۰۰۷ در بصره دستگیر شد، در ۱۵ دسامبر ۲۰۱۱ به نیروهای عراقی تحویل داده شد در نوامبر ۲۰۱۲ آزاد شد. |
| ابو یاسر الشیبانی         | شبکه شیبانی                             | معاون رهبری                                                                 | در ۲۰ آوریل ۲۰۰۷ دستگیر شد.                                                                                |
| علی فیصل اللامی           | عصائب اهل الحق                          | فرمانده عالی رهبری سیاسی\|\|در ۲۸ اوت ۲۰۰۸ دستگیر شد در اوت ۲۰۰۹ آزاد شد. , | |
| تحصین الفریجی             | تیپ یوم الموعود                         | رهبری سیاسی اجتماعی                                                         | گسترده |
| اکران حسناوی              | شبکه حسناوی                             | رهبری                                                                       | در ۳ می ۲۰۰۸ در شهرک صدر کشته شد                                                                           |
| مهدی خدام علاوی الزیرجاوی | تیپ یوم الموعود                         | فرمانده یگانها در شهرک صدر                                                  | گسترده |
| باقر السعیدی              | تیپ یوم الموعود                         | آموزش                                                                       | در ایران بود احتمالاً به شهرک صدر برگشته است                                                                |
| جواد کاظم الطلیبانی       | تیپ یوم الموعود                         | متخصص موشک                                                                  | گسترده |
| حیدر مهدی خدوم الفوادی    | گروه خودش                               | رهبری                                                                       | گسترده |
| شیخ عبدالهادی الدراجی     | عصائب اهل الحق (حرکت صدر)               | مالی رهبری سیاسی-مذهبی                                                      | در ۱۰ ژانویه ۲۰۰۷ دستگیر شد و در ۲۶ ژوئن ۲۰۰۹ آزاد شد                                                      |
| ابو درع                   | گروه خودش تا سال ۲۰۱۰ در عصائب اهل الحق | رهبری فرمانده عالیرتبه                                                      | در سال ۲۰۰۸ در ایران بود و در ۲۰ اوت ۲۰۱۰ به عراق برگشت.                                                   |
| احمد ابوسجاد الغراوی      | گروه خودش میسان                         | رهبری                                                                       | گسترده |
| محمد الزاملی              | ناشناخته                                | فرمانده محلی (واسط)                                                         | در ۲۳ ژانویه ۲۰۰۹ دستگیر شده بود                                                                           |
| محمد الطباطبایی           | عصائب اهل الحق                          | روحانی                                                                      | گسترده |